# 金井良太
金井 良太（かない りょうた、1977年 - ）は日本の神経科学者。株式会社アラヤ代表取締役。
主な研究テーマは認知神経科学からのアプローチによる意識の研究と、脳科学の現実世界への応用技術の開発である。
また意識の基礎理論と動作原理を解明し、それを人工意識の構築に応用することをアラヤの研究部門で一つの目標にしている。

## 略歴
- 1996年 私立武蔵高等学校卒業
- 2000年 京都大学理学部卒業
- 2005年 ユトレヒト大学（オランダ）にてPhDを取得 (Cum Laude)（指導教官：Frans Verstraten博士）

視覚経験と時間感覚の研究に従事
- 2005-2007 カリフォルニア工科大学（アメリカ）生物学科 ポスドク（指導教官：下條信輔 博士）

引き続き、視覚経験と時間感覚の研究に従事
- 2007-2010 ユニヴァーシティ・カレッジ・ロンドン（イギリス）でHuman Frontier Science Program Fellow（指導教官：Vincent Walsh 博士）

視覚経験と時間感覚における経頭蓋脳刺激の研究
- 2010-2012 ユニヴァーシティ・カレッジ・ロンドン（イギリス）でポスドク（指導教官：Geraint Rees 博士）

ニューロイメージングからのアプローチによる、視覚経験の個人差を生む脳基盤についての研究
- 2012-2015 サセックス大学（イギリス）Psychology and Sackler Centre for ConsciousnessScienceで準教授 (Reader)
- 2015- 株式会社アラヤ代表取締役[1]
- 2020- ムーンショット型研究開発事業[2]「身体的能力と知覚能力の拡張による身体の制約からの解放」 プロジェクトマネージャー (PM)[3][4]

## 受賞
- 2021年 World OMOSIROI Award受賞[5]
- 2015年 科学技術分野の文部科学大臣表彰 若手科学者賞[6]

## 著作
以下に金井の著作の一部を示す。より網羅的なリストはGoogle Scholarのリストを参照のこと。

### 著書
- 2010 金井良太著『個性のわかる脳科学（岩波科学ライブラリー）』岩波書店 (ISBN 4000295713)
- 2013 金井良太著『脳に刻まれたモラルの起源（岩波科学ライブラリー）』岩波書店 (ISBN 978-4-00-029609-0)
- 2023 金井良太著『AIに意識は生まれるか』イースト・プレス（ISBN 978-4781622279）

### 訳書
- 2006 クリストフ・コッホ著 『意識の探求―神経科学からのアプローチ』金井良太訳、土谷尚嗣訳、岩波書店（上巻：ISBN 4000050532 下巻：ISBN 4000050540）